# Jean-Étienne Dominique Esquirol
Jean-Étienne Dominique Esquirol (1772-1840) là một bác sĩ tâm thần người Pháp.
Sinh ra và lớn lên ở Toulouse, Esquirol hoàn thành việc học tập của mình tại Montpellier. Ông đã đến Paris năm 1799, nơi ông làm việc tại Bệnh viện Salpêtrière và đã trở thành một sinh viên yêu thích của Philippe Pinel.
Để tạo điều kiện thuận lợi cho Esquirol nghiên cứu chuyên sâu tâm thần trong một môi trường thích hợp, người ta cho rằng Pinel đã thiết lập an ninh cho ngôi nhà và khu vườn trên Rue de Buffon Esquirol thành lập một maison de santé vào năm 1801 hoặc 1802 Esquirol của maison đã khá thành công, được xếp hạng, trong năm 1810, là một trong ba tổ chức tốt nhất như ở Paris.
Vào năm 1805 ông xuất bản luận án của mình Nhiềm đam mê coi là nguyên nhân, triệu chứng và phương tiện chữa bệnh trong các trường hợp tâm thần. Esquirol, như Pinel, tin rằng nguồn gốc của bệnh tâm thần có thể được tìm thấy trong những đam mê của linh hồn và đã bị thuyết phục rằng điên rồ không đầy đủ, irremediably ảnh hưởng đến lý do của bệnh nhân.